# Роскошный горный попугай
Роскошный горный попугай (лат. Polytelis anthopeplus) — птица семейства попугаевых.

## Внешний вид
Длина тела 40 см, хвоста 20 см Окраска оперения ярко-жёлтого цвета. Верхняя часть тела оливко-жёлтая, с чёрными рулевыми и маховыми перьями и поперечной красной полосой на крыле. Клюв красного цвета. У самок окраска оливково-зелёная, перья хвоста сверху тёмно-зелёные. Клюв у самок светло-красный.

## Распространение
Обитает на юго-востоке и юго-западе Австралии.

## Образ жизни
Западноавстралийская популяция населяет культурные ландшафты. Попугаи, живущие в юго-восточной части континента, селятся в безлюдных кустарниковых саваннах, степях и горных районах на высоте до 3000 м над уровнем моря.

## Размножение
Самка откладывает от 3 до 6 яиц и насиживает кладку около 3 недель, через 42—49 дней птенцы покидают гнездо. В это время они бывают очень пугливы.

## Содержание
Довольно часто содержатся в домашних условиях. Их недостаток — очень резкий голос и частый крик. Лучше содержать их в открытых вольерах — там их крик меньше беспокоит людей. Горные попугаи хорошо переносят низкие температуры, поэтому в странах с мягким климатом могут содержаться в уличной вольере круглый год. При таком содержании горный попугай часто размножается в неволе.

## Классификация
Вид включает в себя 2 подвида:
- Polytelis anthopeplus anthopeplus (Lear, 1831)
- Polytelis anthopeplus monarchoides Schodde, 1993